# Persone di nome Lars/Calciatori
| Questa pagina contiene informazioni ricavate automaticamente dalle voci biografiche con l'ausilio del template Bio e di un bot. L'aggiornamento è periodico e automatico e ricostruisce completamente la pagina. Se manca una persona in questa lista, sei pregato di non aggiungerla, ma accertati piuttosto che la sua voce biografica contenga il template Bio e che i dati anagrafici siano correttamente compilati. Se il template Bio manca, inseriscilo tu stesso o, in alternativa, metti l'avviso {{tmp\|Bio}} che ne segnala la mancanza. Se i dati riportati sono sbagliati, correggi direttamente la voce biografica; le modifiche saranno visibili in questa lista entro pochi giorni. Per chiarimenti vedi il progetto antroponimi. La lista contiene solo le 69 persone che sono citate nell'enciclopedia e per le quali è stato implementato correttamente il template Bio. Pagina aggiornata al 16 ott 2024. |

Questa è una lista di persone presenti nell'enciclopedia che hanno il nome Lars e sono calciatori.

## A(1)
- Viktor Agardius, calciatore svedese (Skepparslöv, n. 1989)

## B(4)
- Lars Henrik Andreassen, calciatore norvegese (Tromsø, n. 1991)
- Lars Bastrup, ex calciatore danese (Levring, n. 1955)
- Lars Blixt, ex calciatore norvegese (Trysil, n. 1976)
- Lars Gaute Bø, ex calciatore norvegese (Varhaug, n. 1963)

## C(2)
- Joseph Ceesay, calciatore gambiano (Stoccolma, n. 1998)
- Lars Cramer, ex calciatore norvegese (Drammen, n. 1991)

## E(7)
- Joel Ekstrand, ex calciatore svedese (Lund, n. 1989)
- Lars Elstrup, ex calciatore danese (Råby, n. 1963)
- Lars Engebråten, ex calciatore norvegese (n. 1974)
- Lars Engedal, ex calciatore norvegese (Kristiansand, n. 1983)
- Lars Eriksson, ex calciatore svedese (Stoccolma, n. 1965)
- Lars Eriksson, calciatore svedese (Hofors, n. 1926 - Hofors, † 1994)
- Lars Espejord, ex calciatore norvegese (Tromsø, n. 1963)

## F(3)
- Oskar Fallenius, calciatore svedese (Nynäshamn, n. 2001)
- Mathias Florén, ex calciatore svedese (Söderhamn, n. 1976)
- Lars Erik Fremming, calciatore norvegese (Kongsvinger, n. 1982)

## G(6)
- Lars Gerson, calciatore lussemburghese (Lussemburgo, n. 1990)
- Lars Granaas, ex calciatore norvegese (Drammen, n. 1979)
- Lars Grevskott, ex calciatore norvegese (Trondheim, n. 1969)
- Lars Joachim Grimstad, ex calciatore norvegese (Bærum, n. 1972)
- Lars Grorud, ex calciatore norvegese (Tønsberg, n. 1983)
- Henrik Gustavsson, ex calciatore svedese (n. 1976)

## H(5)
- Emil Hedvall, ex calciatore svedese (Leksand, n. 1983)
- Lars Heineman, ex calciatore svedese (Degerfors, n. 1943)
- Lars Hirschfeld, ex calciatore canadese (Edmonton, n. 1978)
- Lars Hjorth, ex calciatore norvegese (Oslo, n. 1959)
- Lars Hutten, ex calciatore olandese (Tilburg, n. 1990)

## J(5)
- Lars Jakobsen, ex calciatore danese (Grenaa, n. 1961)
- Marcus Johansson, calciatore svedese (Halmstad, n. 1993)
- Mads Jørgensen, ex calciatore danese (Ryomgård, n. 1979)
- Martin Jørgensen, ex calciatore danese (Ryomgård, n. 1975)
- Lars Jungnickel, ex calciatore tedesco (Dohna, n. 1981)

## K(1)
- Lars Kramer, calciatore olandese (Zaandam, n. 1999)

## L(7)
- Lars Lafton, ex calciatore norvegese (Jevnaker, n. 1980)
- Lars Lambooij, ex calciatore olandese (Tilburg, n. 1988)
- Lars Larsen, ex calciatore danese (Roskilde, n. 1969)
- Lars Larsson, calciatore svedese (Trelleborg, n. 1962 - Malmö, † 2015)
- Lars Lien, calciatore norvegese (Notodden, n. 1981)
- Lars Lunde, ex calciatore danese (Nyborg, n. 1964)
- Simon Lundevall, calciatore svedese (Eskilstuna, n. 1988)

## M(6)
- Lars Fuhre, calciatore norvegese (Hokksund, n. 1989)
- Lars Lukas Mai, calciatore tedesco (Dresda, n. 2000)
- Lars Martinsen, calciatore norvegese (n. 1908 - † 1956)
- Göran Arnberg, ex calciatore svedese (n. 1957)
- Lars Ivar Moldskred, calciatore norvegese (Tjørvåg, n. 1978)
- Lars Ranger, calciatore norvegese (n. 1999)

## N(2)
- Lars Nieuwpoort, calciatore olandese (Den Helder, n. 1994)
- Lasse Nilsson, ex calciatore svedese (Borlänge, n. 1982)

## O(1)
- Lars Olden Larsen, calciatore norvegese (Oslo, n. 1998)

## P(2)
- Oscar Pehrsson, calciatore svedese (Västerås, n. 1988)
- Lars Pleidrup, calciatore danese (Væggerløse, n. 1981)

## R(1)
- Lars Ritzka, calciatore tedesco (Hannover, n. 1998)

## T(1)
- Lars Traber, calciatore liechtensteinese (Rorschach, n. 2000)

## U(1)
- Lars Unnerstall, calciatore tedesco (Ibbenbüren, n. 1990)

## V(4)
- Lars Veldwijk, calciatore olandese (Uithoorn, n. 1991)
- Lars Vestrum Olsson, ex calciatore norvegese (n. 1973)
- Lars Villiger, calciatore svizzero (Muri, n. 2003)
- Lars Christopher Vilsvik, calciatore norvegese (Berlino Ovest, n. 1988)

## Å(1)
- Stefan Ålander, ex calciatore svedese (Sundsvall, n. 1983)

## Ø(2)
- Lars Øvernes, calciatore norvegese (Haugesund, n. 1989)
- Lars Øvrebø, calciatore norvegese (n. 1984)